# Nowy Łupków
Nowy Łupków (do 2011 Łupków) – osada w województwie podkarpackim, w powiecie sanockim, w gminie Komańcza.
W osadzie znajduje się przystanek kolejowy oraz końcowy dworzec nieczynnego obecnie odcinka Bieszczadzkiej Kolejki Leśnej, który łączył ją z Cisną i Smolnikiem.
Miejscowość jest siedzibą parafii św. Piotra i Pawła należącej do dekanatu Rzepedź w archidiecezji przemyskiej.
Na północnych i wschodnich krańcach wsi przebiega DW897.

## Historia
Nowy Łupków powstał w rejonie stacji kolejowej Łupków, po wybudowaniu tutaj linii kolejowej w 1872 roku. Była to osada kolejarska i pracowników leśnych. W osadzie umieszczono następnie przystanek kolejowy. W latach 1890–1898 zbudowano linię kolei wąskotorowej z nowo utworzonej stacji Nowy Łupków do Cisnej, zapewniającą komunikację dla regionu Bieszczadów. Na stacji Nowy Łupków przeładowywano towary, głównie drewno, na kolej normalnotorową. 
W okresie międzywojennym wieś w powiecie leskim województwa lwowskiego. Stacjonowała w niej placówka Straży Granicznej I linii „Łupków". W latach 1945–1946 nacjonaliści ukraińscy z OUN-UPA zamordowali tutaj 6 Polaków, paląc wiele gospodarstw. 20 marca 1945 zaatakowali też miejscową strażnicę WOP. Jej załoga po kilkugodzinnej walce przebiła się na terytorium Czechosłowacji, skąd przedostała się do Leska.
Po II wojnie światowej utworzono tam duży PGR. Od 1968 znajduje się tutaj zakład karny (więzienne gospodarstwo rolne), w czasie stanu wojennego internowano tutaj działaczy „Solidarności”. W 1994 roku kolej wąskotorowa zaprzestała funkcjonowania i po wznowieniu ruchu turystycznego już nie dojeżdżała do Nowego Łupkowa.
1 stycznia 2011 zmieniono urzędowo nazwę miejscowości z Łupków na Nowy Łupków.

## Galeria

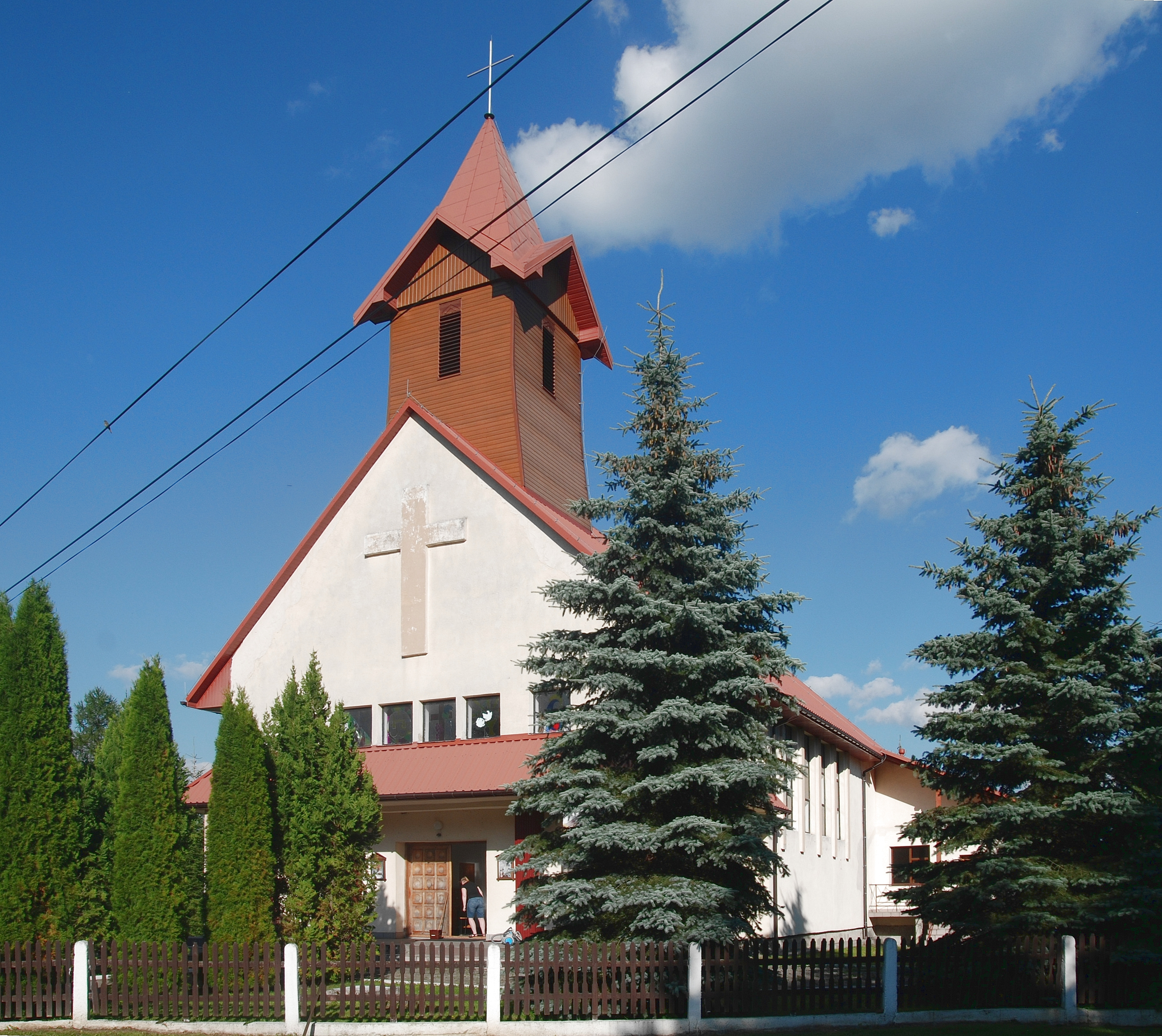
Rzymskokatolicki kościół parafialny
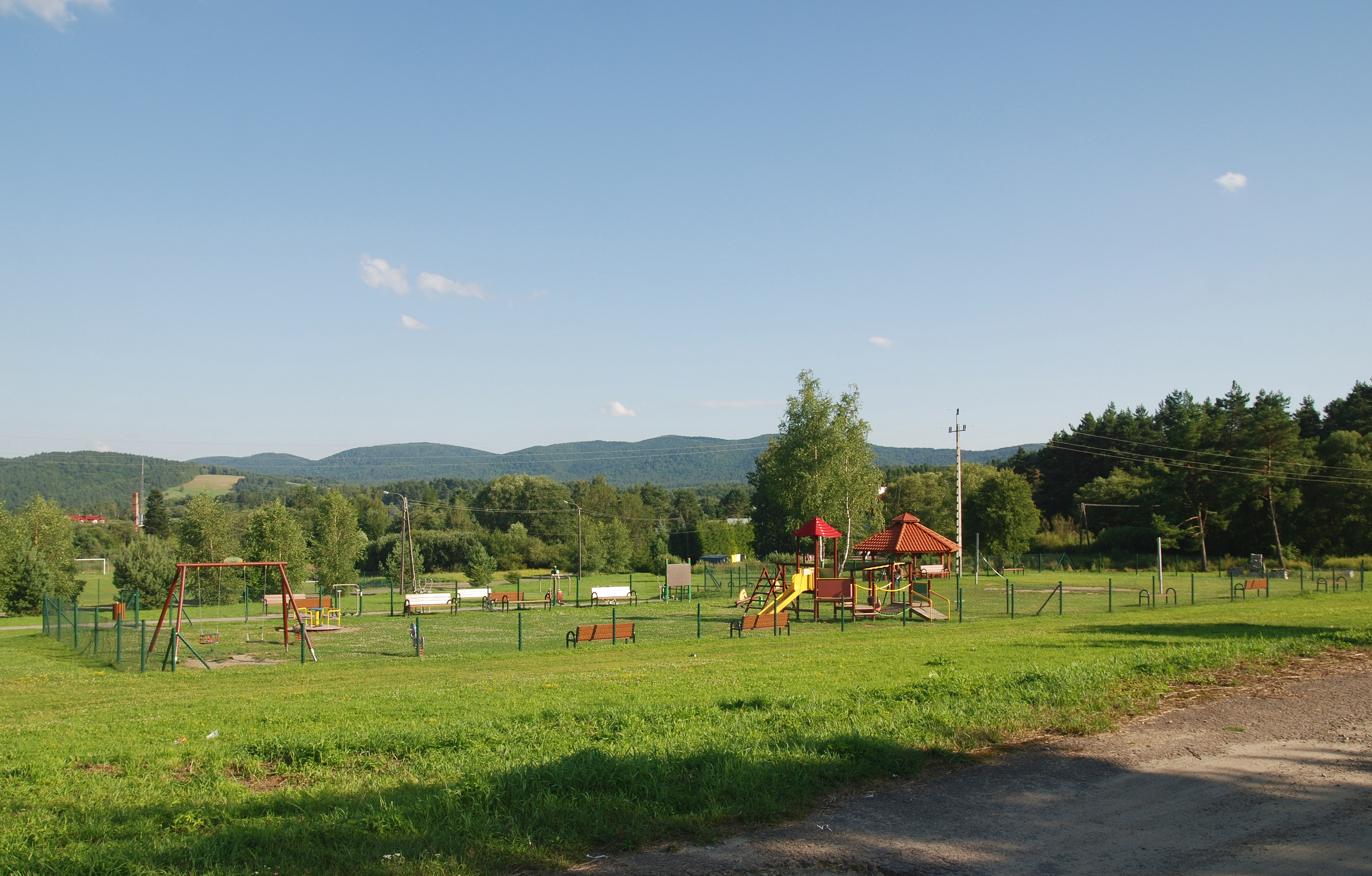
Plac zabaw
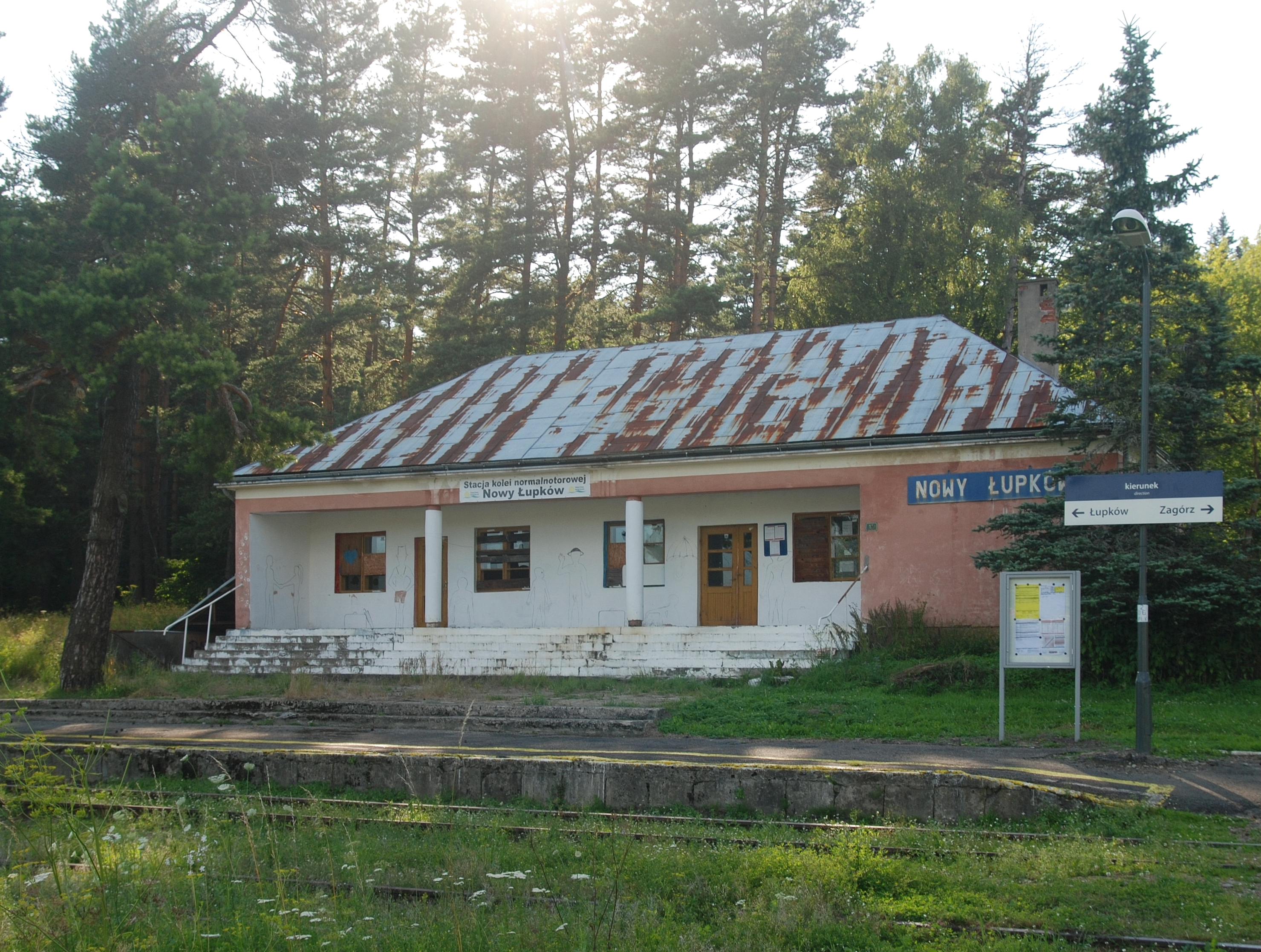
Przystanek kolejowy
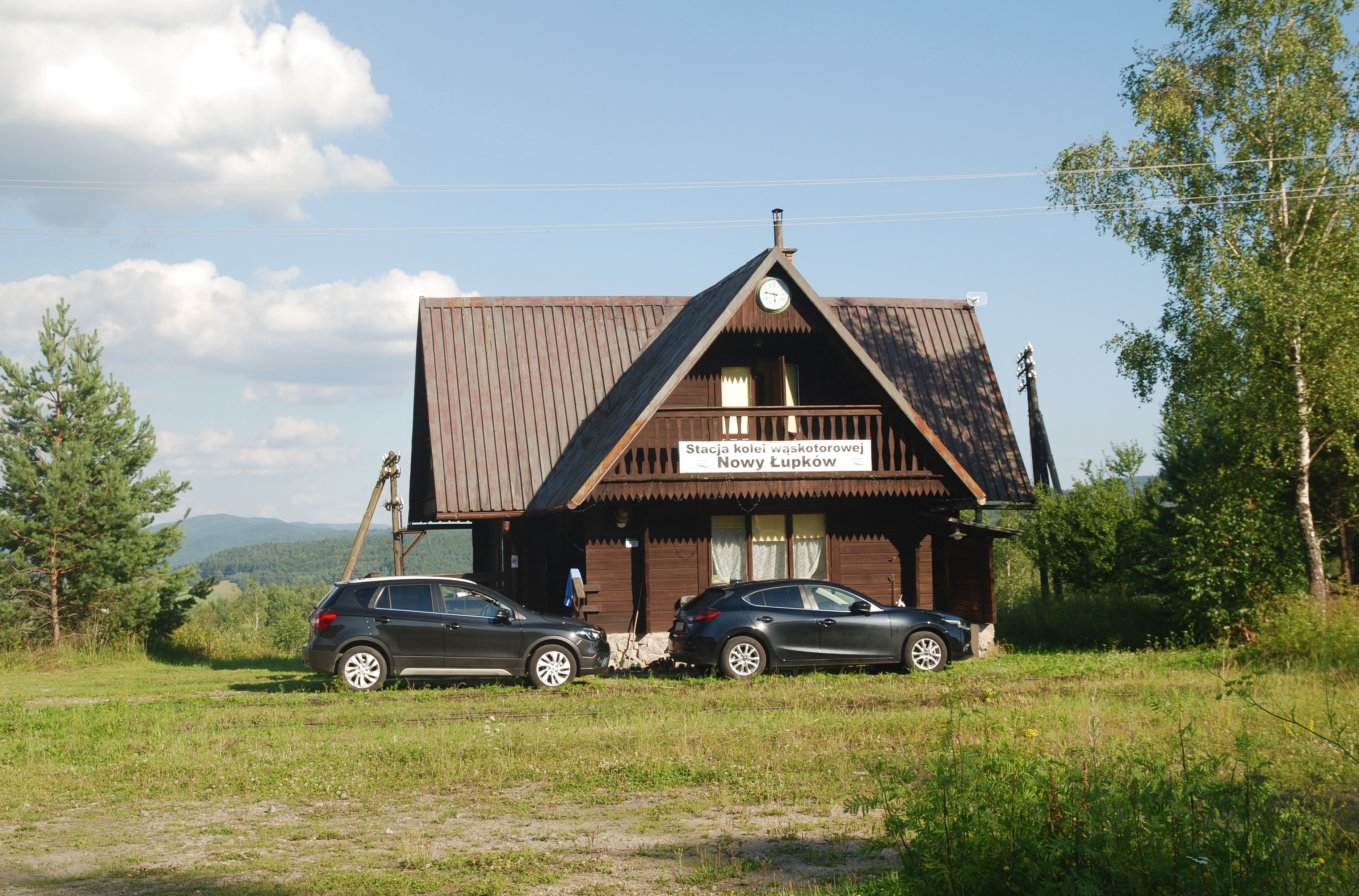
Dawna końcowa stacja kolejki wąskotorowej
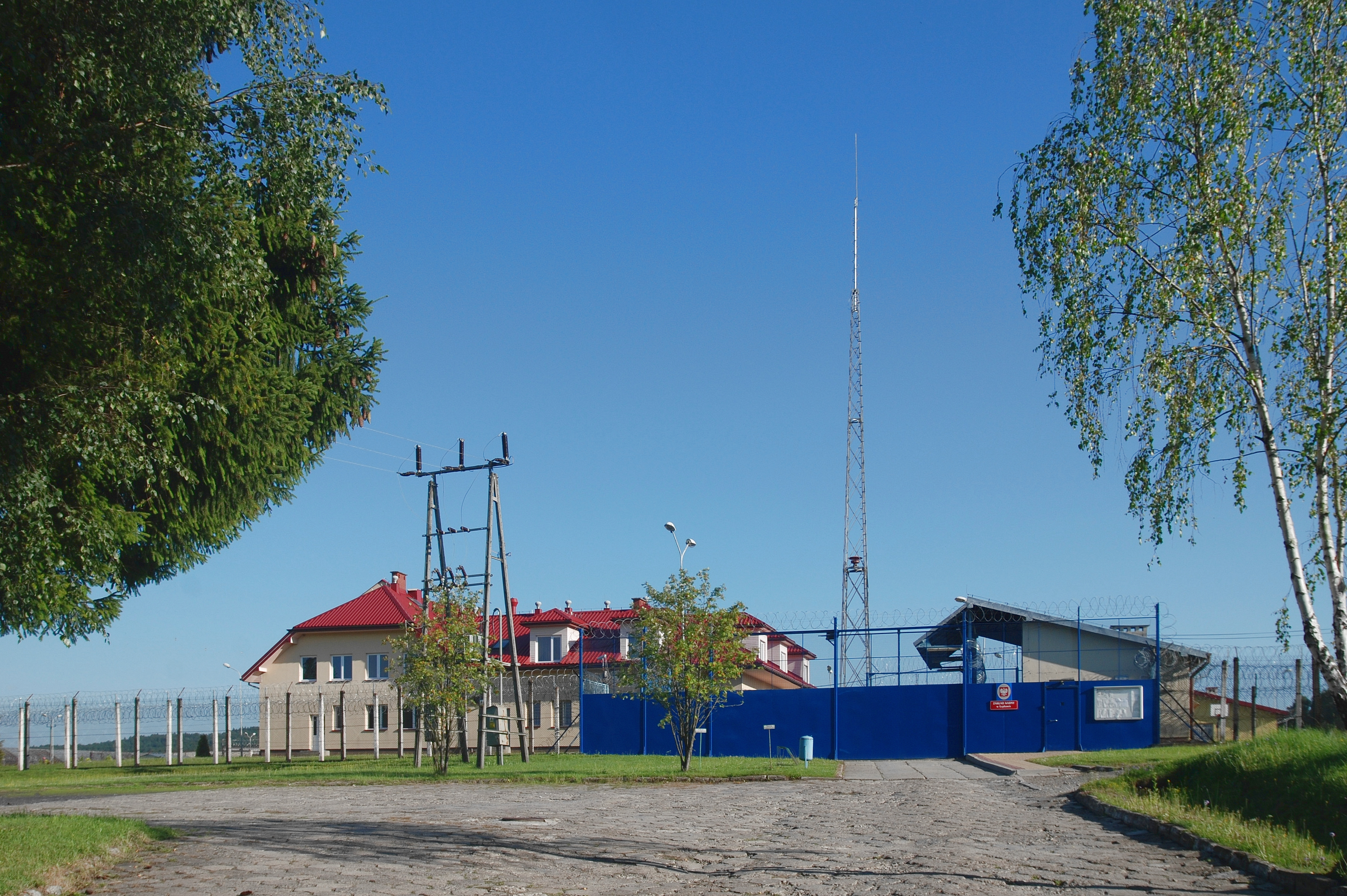
Zakład karny
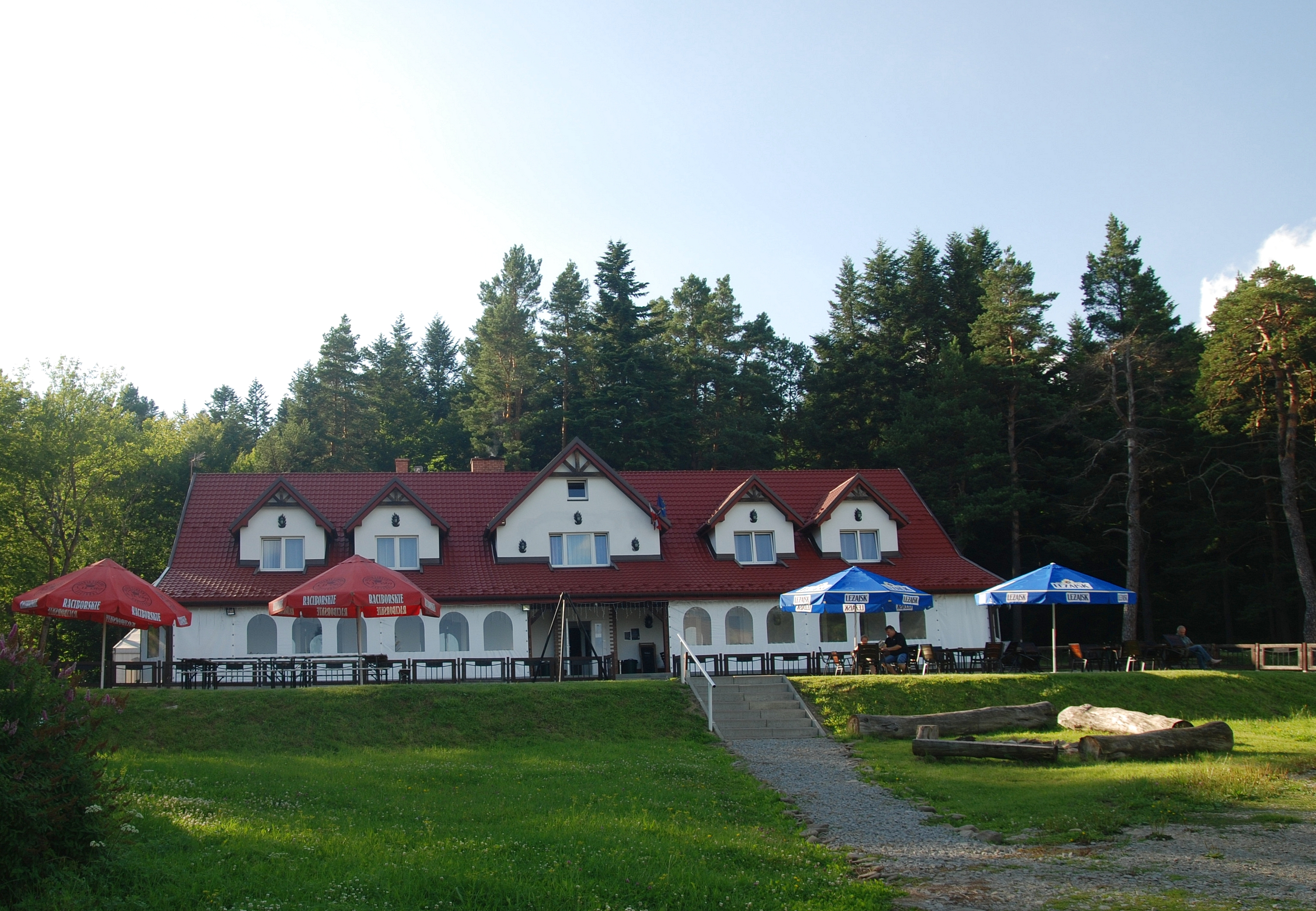
Pensjonat "Kimadło Wampira"